# Рангкуль (джамоат)
Рангкуль (тадж. Рангкӯл) — сельсовет (сельский джамоат) в Мургабском районе Горно-Бадахшанской автономной области Таджикистана. Административный центр — село Рангкуль.
Население — 1569 человек (2015).
Основное занятие местного населения — скотоводство (в том числе яководство). В джамоате работает центр киргизской музыки, где занимаются более 25 детей и подростков. Есть школа, медпункт.
В 2011 году более 1100 км² земель возле села были переданы Китаю, это составило почти 60 % пастбищ ранкольцев.
На территории джамоата расположена пограничная часть таджикистанской армии.
Населённые пункты:
- село Рангкуль (административный центр джамоата)
- село Суубаши
- село Чечекти
- село Шатпут

## Галерея

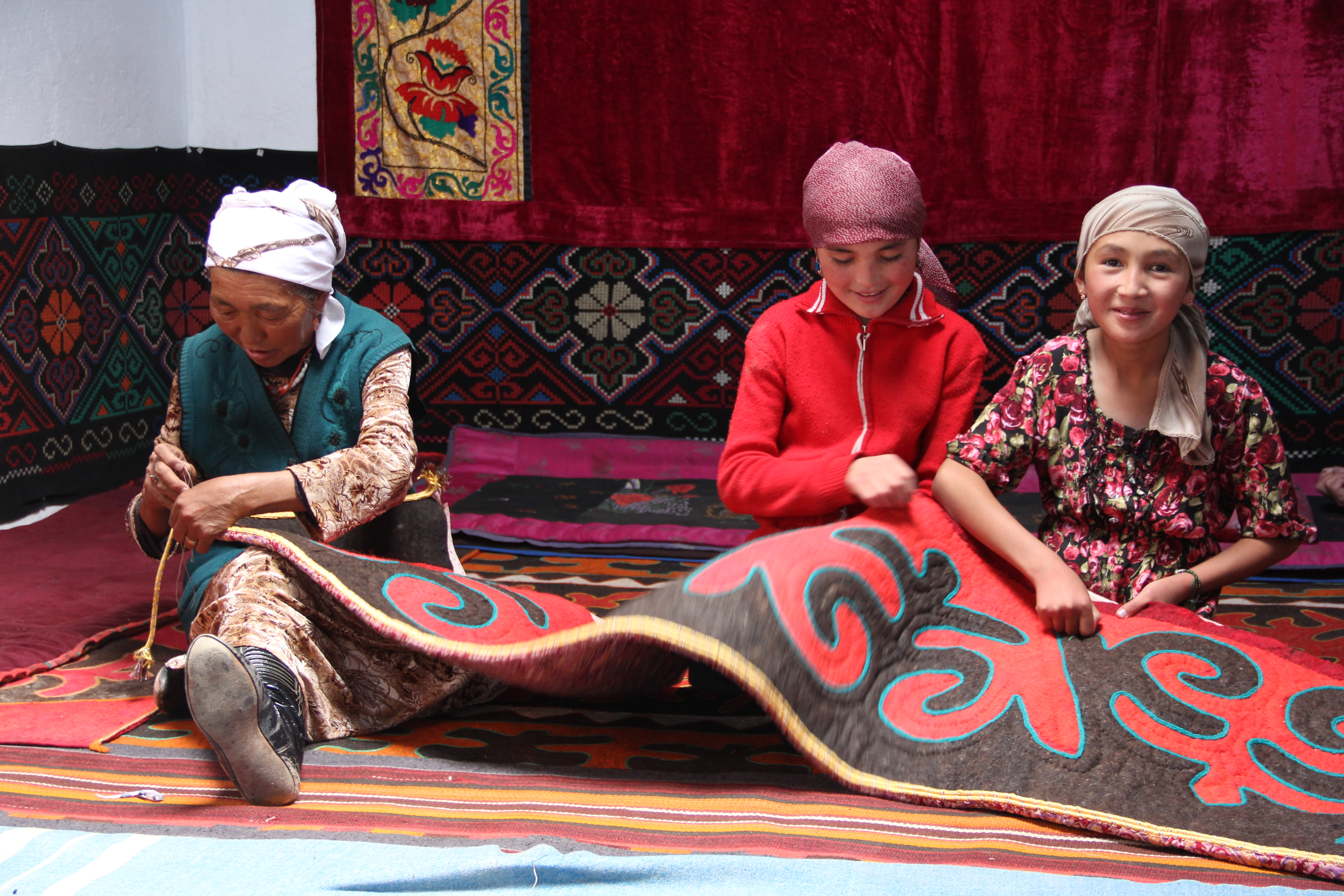
Женщина с девочками вышивает шырдак — войлочный ковер
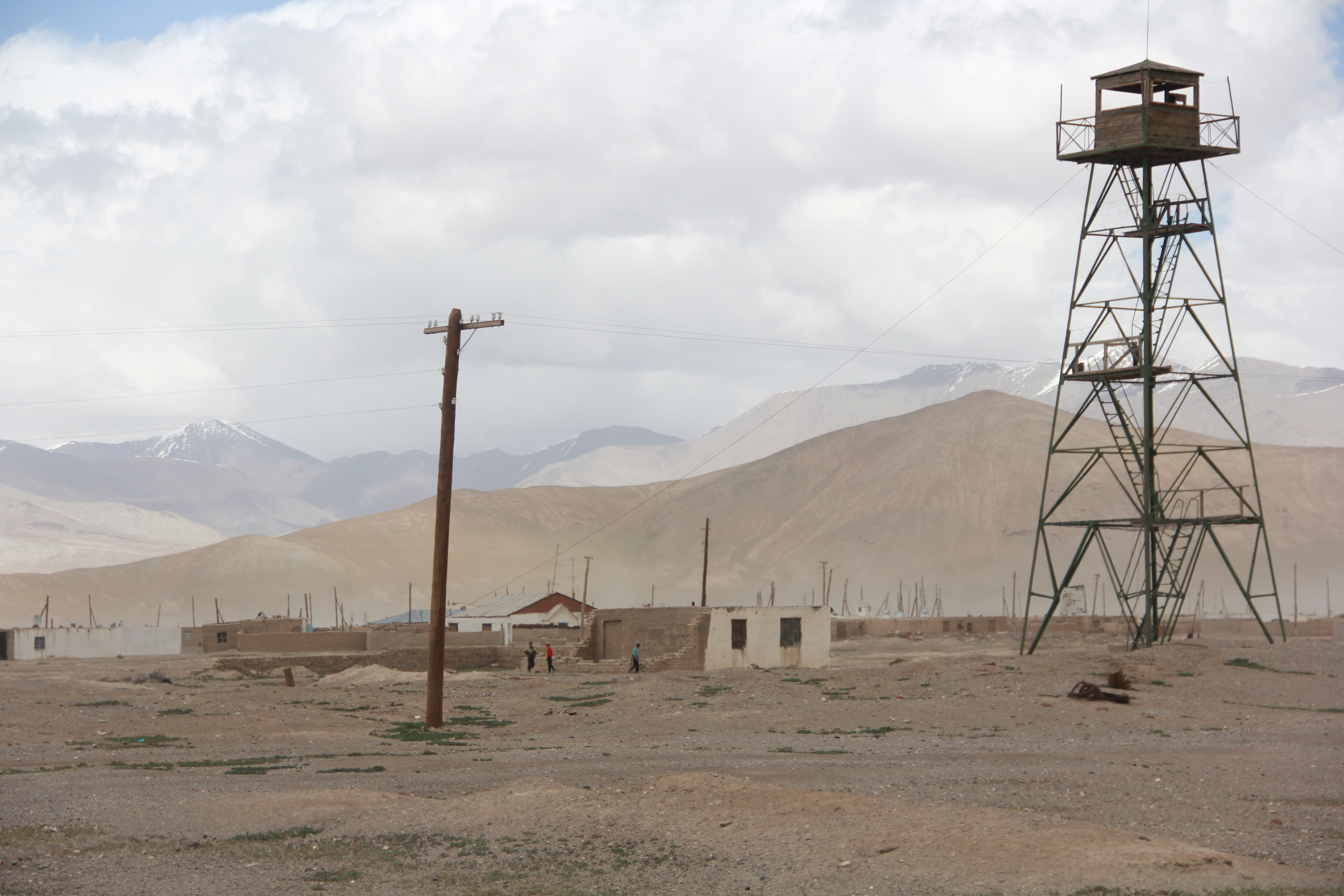
Вышка таджикской армии в селе Рангкулъ